# Venkatesh (acteur)
Daggubati Venkatesh (Chennai, 13 december 1960), is een Indiaas acteur die met name in de Telugu filmindustrie actief is.

## Biografie
Daggubati had als kind een bijrolletje in de door zijn vader D. Ramanaidu geproduceerde film Prema Nagar (1971). Hij had niet de intentie acteur te worden maar wilde filmproducent worden net als zijn vader en oudere broer D. Suresh Babu. In 1986 maakte hij zijn debuut als volwassen hoofdrolspeler in Kaliyuga Pandavulu die goed werd ontvangen. Hij won gedurende zijn carrière vijf Nandi Awards voor beste acteur voor zijn optredens in Swarna Kamalam, Prema, Dharma Chakram, Ganesh, Kalisundam Raa en Aadavari Matalaku Arthale Verule, naast zes Filmfare Awards South in verschillende categorieën. Zijn succesvolle carrière zorgde ervoor dat hij eind jaren 1990 tot de beste acteurs van de Telugu filmindustrie werd gerekend.
Samen met zijn broer D. Suresh Babu is hij mede-eigenaar van Suresh Productions, een van de grootste filmproductiebedrijven in India. Hij is ook de mentor van de Telugu Warriors, die de Telugu filmindustrie vertegenwoordigt in de Celebrity Cricket League.
Daggubatti is de oom van de acteurs Rana Daggubati en Naga Chaitanya.

## Filmografie
| Jaar | Film                               | Rol                                    | Opmerking                |
| ---- | ---------------------------------- | -------------------------------------- | ------------------------ |
| 1971 | Prema Nagar                        | Keshav                                 | als kind                 |
| 1986 | Kaliyuga Pandavulu                 | Vijay                                  |                          |
| 1986 | Brahma Rudrulu                     | Satya Prasad                           |                          |
| 1987 | Ajeyudu                            | Murali                                 |                          |
| 1987 | Bharatamlo Arjunudu                | Arjun                                  |                          |
| 1987 | Trimurtulu                         | Raja                                   |                          |
| 1987 | Vijetha Vikram                     | Vikram                                 |                          |
| 1987 | Srinivasa Kalyanam                 | Srinivas                               |                          |
| 1988 | Raktha Tilakam                     | Krishna Prasad                         |                          |
| 1988 | Brahma Puthrudu                    | Shakthi                                |                          |
| 1988 | Swarna Kamalam                     | Chandra Sehkar                         |                          |
| 1988 | Varasudochhadu                     | Raghu/ Bose                            |                          |
| 1989 | Prema                              | Pruthvi                                |                          |
| 1989 | Jayammu Nischayammu Raa            | zichzelf                               | gastoptreden             |
| 1989 | Ontari Poratam                     | Raja                                   |                          |
| 1989 | Dhruva Nakshatram                  | Dhruva Kumar                           |                          |
| 1989 | Two Town Rowdy                     | Sakthi                                 |                          |
| 1990 | Aggiramudu                         | Aggi Ramudu/ Vijay                     |                          |
| 1990 | Bobbili Raja                       | Raja                                   |                          |
| 1990 | Shatruvu                           | Asok                                   |                          |
| 1991 | Coolie No.1                        | Raju/ Bharath                          |                          |
| 1991 | Surya IPS                          | Surya                                  |                          |
| 1991 | Kshana Kshanam                     | Chandu                                 |                          |
| 1992 | Chanti                             | Chanti                                 |                          |
| 1992 | Chinarayudu                        | Chinarayudu                            |                          |
| 1992 | Sundarakanda                       | Venkateswarlu                          |                          |
| 1993 | Anari                              | Rama                                   | Hindi film               |
| 1993 | Kondapalli Raja                    | Raja                                   |                          |
| 1993 | Abbaigaru                          | Dora Babu                              |                          |
| 1994 | Super Police                       | Vijay                                  |                          |
| 1994 | Muddula Priyudu                    | Ramu/ Raju                             |                          |
| 1995 | Pokiri Raja                        | Chanti/ Balaraju                       |                          |
| 1995 | Taqdeerwala                        | Suraj                                  | Hindi Film               |
| 1996 | Dharma Chakram                     | Rakesh                                 |                          |
| 1996 | Sahasa Veerudu Sagara Kanya        | Ravi Chandra                           |                          |
| 1996 | Intlo Illalu Vantintlo Priyuralu   | Sriram                                 |                          |
| 1996 | Saradha Bullodu                    | Vijay                                  |                          |
| 1996 | Pavithra Bandham                   | Vijay                                  |                          |
| 1996 | Chinnabbayi                        | Sundarayya                             |                          |
| 1997 | Preminchukundam Raa                | Giri                                   |                          |
| 1997 | Pellichesukundam                   | Aanand                                 |                          |
| 1998 | Suryavamsam                        | Harischandra Prasad/ Bhanu Prasad      |                          |
| 1998 | Ganesh                             | Ganesh                                 |                          |
| 1998 | Premante Idera                     | Murali                                 |                          |
| 1999 | Raja                               | Raja                                   |                          |
| 1999 | Seenu                              | Seenu                                  |                          |
| 2000 | Kalisundam Raa                     | Raghu                                  |                          |
| 2000 | Jayam Manade Raa                   | Mahadeva Naidu/ Rudrama Naidu/ Abhiram |                          |
| 2001 | Devi Putrudu                       | Balaram/ Krishna                       |                          |
| 2001 | Prematho Raa                       | Chandra Sekhar                         |                          |
| 2001 | Nuvvu Naaku Nachav                 | Venkateswarlu                          |                          |
| 2002 | Vasu                               | Vasu                                   |                          |
| 2002 | Gemeni                             | Gemeni                                 |                          |
| 2003 | Vasantham                          | Ashok                                  |                          |
| 2004 | Malliswari                         | Pellikani Prasad                       |                          |
| 2004 | Gharshana                          | commissaris Raamachandra               |                          |
| 2005 | Sankranthi                         | Raghavendra                            |                          |
| 2005 | Subash Chandra Bose                | Subash Chandra Bose/ Asok              |                          |
| 2005 | Soggadu                            | zichzelf                               | gastoptreden             |
| 2006 | Lakshmi                            | Lakshmi Narayana                       |                          |
| 2007 | Adavari Matalaku Ardhalu Verule    | Ganesh                                 |                          |
| 2007 | Tulasi                             | Parvathaneni Tulasi Ram                |                          |
| 2008 | Chintakayala Ravi                  | Ravi                                   |                          |
| 2009 | Eenaadu                            | commissaris Eeshwar Prasad             |                          |
| 2010 | Namo Venkatesa                     | Venkataramana                          |                          |
| 2010 | Nagavalli                          | Naagabhairava Raajasekhara/ Vijay      |                          |
| 2012 | Bodyguard                          | Venkatadri                             |                          |
| 2012 | Krishnam Vande Jagadgurum          | Ballari Babu                           | gastoptreden             |
| 2013 | Seethamma Vakitlo Sirimalle Chettu | Peddodu                                |                          |
| 2013 | Shadow                             | Rajaram                                |                          |
| 2013 | Masala                             | Venkata Raja Narasimha Balaram         |                          |
| 2014 | Drushyam                           | Rambabu                                |                          |
| 2015 | Gopala Gopala                      | Gopalaraao                             |                          |
| 2016 | Babu Bangaram                      | agent Krishna                          |                          |
| 2016 | Premam                             | commissaris Rama Chandra               | gastoptreden             |
| 2017 | Guru                               | Aditya                                 | ook zanger "Jingidi"     |
| 2018 | Agnyaathavaasi                     | Guru                                   | gastoptreden             |
| 2018 | Srinivasa Kalyanam                 |                                        | buitenbeeldse verteller  |
| 2019 | F2: Fun and Frustration            | Venky                                  |                          |
| 2019 | Aladdin                            | Geest                                  | stemacteur Telugu versie |
| 2019 | Venky Mama                         | Venkataratnam                          |                          |
| 2021 | Krack                              |                                        | buitenbeeldse verteller  |
| 2021 | Narappa                            | Narappa                                | Amazon Prime video film  |
| 2021 | Drusyam 2                          | Rambabu                                | Amazon Prime video film  |
| 2022 | F3: Fun and Frustration            | Venky                                  |                          |
| 2022 | Ori Devuda                         | God                                    | gastoptreden             |
| 2023 | Kisi Ka Bhai Kisi Ki Jaan          | Balakrishna Gundamaneni                | Hindi film               |
| 2024 | Saindhav                           | Saindhav Koneru                        |                          |
| 2025 | Sankranthiki Vasthunam             | Yadagari Damodara Raju                 |                          |